# Хемијска веза
Хемијска веза је привлачна сила између два атома настала интеракцијом њихових периферних електрона. Сила је много јача од енергије топлотног кретања тако да су атоми трајно везани образујући стабилну групу - молекул. Електрони су истог наелектрисања па би требало да се одбијају, међутим, у електронским орбиталама спаривање њихових спинова стабилизује електронске парове и укупан ефекат је образовање стабилне везе. Веза може настати као резултат електростатичке силе привлачења између супротно наелектрисаних јона као у јонским везама или дељењем електрона као у ковалентним везама. Снага хемијских веза знатно варира; постоје „јаке везе“ или „примарне везе“ као што су ковалентне, јонске и металне везе, и „слабе везе“ или „секундарне везе“ као што су дипол-дипол интеракције, Лондонова дисперзиона сила и водонична веза.
Будући да се супротни набоји привлаче једноставном електромагнетном силом, негативно наелектрисани електрони који круже око језгра и позитивно наелектрисани протони у језгру привлаче једни друге. Електрон смештен између два језгра привући ће оба, и језгра ће привући електроне у овом положају. Ова привлачност представља хемијску везу. Због материјално таласне природе електрона и њихове мање масе, они морају да заузимају много већу количину запремине у поређењу са језгрима, а ова запремина коју заузимају електрони држи атомска језгра у вези на релативној удаљености, у односу на величину самих језгара.

## Преглед главних врста хемијских веза
Хемијска веза је привлачност између атома. Ова привлачност се може видети као резултат различитог понашања најудаљенијих или валентних електрона атома. Ова понашања се у разним околностима неприметно стапају једно у друго, тако да између њих не постоји јасна линија. Међутим, и даље је корисно и уобичајено разликовати различите врсте веза, које резултирају различитим својствима кондензоване материје.
У најједноставнијем погледу на ковалентну везу, један или више електрона (често пар електрона) бива постављен у простор између два атомска језгра. Енергија се ослобађа стварањем веза. То није резултат смањења потенцијалне енергије, јер привлачење два електрона према два протона надокнађује одбијање електрона-електрона и протона-протона. Уместо тога, ослобађање енергије (а тиме и стабилност везе) произлази из смањења кинетичке енергије услед електрона који бивају у просторније распоређеној (тј. веће де Бројеве таласне дужине) орбитали у поређењу са случајем где је сваки електрон ограничен ближе свом језгру. Ове везе постоје између два одређена атома која се могу идентификовати и имају правац у простору, омогућавајући им да буду приказане као појединачне повезујуће линије између атома на цртежима, или моделоване као штапићи између сфера у моделима.
У поларној ковалентној вези, један или више електрона су неједнако расподељени између два језгра. Ковалентне везе често резултирају стварањем малих колекција боље повезаних атома који се називају молекули, а који су у чврстим материјама и течностима везани за друге молекуле силама које су често много слабије од ковалентних веза које молекуле међусобно држе заједно. Такве слабе интермолекуларне везе дају органским молекуларним супстанцама, као што су воскови и уља, њихов мекани карактер и ниске тачке топљења (у течностима молекули губе већи део међусобно структурираних или оријентисаних контаката). Међутим, када ковалентне везе повезују дуге ланце атома у великим молекулима (као у полимерима попут најлона) или када се ковалентне везе протежу у мрежама кроз чврсте материје које нису састављене од дискретних молекула (као што су дијамант или кварц или силикатни минерали у многим типовима стена) тада структуре које резултирају могу бити и јаке и жилаве, бар у правцу правилно оријентисаном мрежама ковалентних веза. Такође, тачке топљења таквих ковалентних полимера и мрежа се знатно повећавају.
У поједностављеном погледу на јонску везу, везујући електрон се уопште не дели, већ се преноси. У овом типу везе, спољна атомска орбитала једног атома има упражњено место што омогућава додавање једног или више електрона. Ови новододати електрони потенцијално заузимају ниже енергетско стање (ефективно ближе већем нуклеарном наелектрисању) него што имају у другом атому. Дакле, једно језгро нуди чвршће везан положај за електрон него друго језгро, што резултира тиме да један атом може да пренесе електрон у други. Овај пренос доводи до тога да један атом преузима нето позитивно наелектрисање, а други преузима нето негативно наелектрисање. Веза је тада резултат електростатичне привлачности између позитивно и негативно наелектрисаних јона. Јонске везе се могу сматрати екстремним примерима поларизације у ковалентним везама. Такве везе често немају посебну оријентацију у простору, јер су резултат једнаке електростатичке привлачности сваког јона за све јоне око себе. Јонске везе су јаке (а самим тим јонским супстанцама су потребне високе температуре да би се истопиле), али су и крте, јер су силе између јона кратког домета и не могу лако да премосте пукотине и преломе. Ова врста везе даје физичке карактеристике кристала класичних минералних соли, као што је кухињска со.
У мањој мери помињан тип везивања је метална веза. У овој врсти везивања, сваки атом у металу донира један или више електрона у „море“ електрона које се налазе између многих атома метала. У овом мору је сваки електрон слободан (захваљујући својој таласној природи) да буде повезан са великим бројем атома одједном. Веза настаје зато што атоми метала постају донекле позитивно наелектрисани због губитка својих електрона, док електрони остају привучени многим атомима, а да нису део било ког датог атома. Метална веза се може сматрати екстремним примером делокализације електрона у великом систему ковалентних веза, у којем учествује сваки атом. Ова врста везивања је често врло јака (што резултира затезном чврстоћом метала). Међутим, металне везе су колективније по природи од других врста, те омогућавају лакше деформације металних кристала, јер се састоје од атома који се међусобно привлаче, али не на неки посебно оријентисан начин. То резултира ковношћу метала. Облак електрона у металној вези узрокује карактеристично добру електричну и топлотну проводљивост метала, као и њихов блистави сјај који рефлектује већину фреквенција беле светлости.

## Историја
Рана нагађања о природи хемијске везе, још од 12. века, претпостављала су да се одређеним типовима хемијских врста придружује тип хемијског афинитета. Године 1704, сер Исак Њутн је изнео своју теорију атомског повезивања, у „Упиту 31” свог рада Оптика, при чему се атоми међусобно везују неком „силом”. Конкретно, након што је поменуо разне популарне теорије које су у то време биле у моди, о томе како се атоми везују једни за друге, односно „закачени атоми“, „причвршћени мировањем“ или „груписани заједничким кретањем“, Њутн наводи да он би радије закључио из њихове кохезије да се „честице привлаче једна другом силом, која је у непосредном контакту изузетно јака, на малим удаљеностима изводи хемијске операције и не сеже далеко од честица са било каквим осетним ефектом“.
Године 1819, на трагу проналаска волтног стуба, Јонс Јакоб Берцелијус је развио теорију хемијске комбинације наглашавајући електронегативне и електропозитивне карактеристике атома који се комбинују. Средином 19. века Едвард Франкланд, Ф.А. Кекуле, А.С. Купер, Алекандер Бутлеров и Херман Колбе, надовезујући се на теорију радикала, развили су теорију валенције, првобитно названу „комбиновање моћи“, у којој су се једињења спајала због привлачења позитивних и негативних полова. Године 1904, Ричард Абег је предложио своје правило по коме је разлика између максималне и минималне валенције елемента често осам. У овом тренутку, валенција је још увек била емпиријски број заснован само на хемијским својствима.
Међутим, природа атома постала је јаснија открићем Ернеста Радерфорда из 1911. године о атомском језгру окруженом електронима, и Нил Боровим моделом електронских орбита из 1913. године. То је сугерисало да електрони одређују хемијско понашање. Године 1916, хемичар Гилберт Њ. Луис развио је концепт веза електронских парова, у којем два атома могу делити један до шест електрона, стварајући тако појединачну електронску везу, једноструку везу, двоструку везу или троструку везу; по Левисовим речима, „Електрон може чинити део љуске два различита атома и за њега се не може рећи да припада искључиво једном и другом.“
Такође 1916. године, Валтер Косел је изнео теорију сличну Луисовој, само што је његов модел претпостављао потпуне преносе електрона између атома, и стога је био модел јонског везивања. Обоје, Луис и Косел формирали су своје моделе везивања на бази Абеговог правила (1904).
Нилс Бор је такође предложио модел хемијске везе 1913. Према његовом моделу за двоатомски молекул, електрони атома молекула чине ротирајући прстен чија је раван нормална на осу молекула и једнако удаљена од атомских језгара. Динамичка равнотежа молекуларног система постиже се равнотежом сила између сила привлачења језгара у раван прстена електрона и сила међусобног одбијања језгара. Боров модел хемијске везе узео је у обзир Кулонову репулзију - електрони у прстену су на максималној удаљености један од другог.
Дански физичар Ејвинд Буров је 1927. године извео први математички потпун квантни опис једноставне хемијске везе, тј. оне коју је произвео један електрон у молекуларном јону водоника, 2+. Овај рад је показао да квантни приступ хемијским везама може бити фундаментално и квантитативно тачан, али коришћене математичке методе нису се могле проширити на молекуле који садрже више од једног електрона. Практичнији, иако мање квантитативни приступ, исте године су изнели Волтер Хајтлер и Фриц Лондон. Хајтлер-Лондонова метода чини основу онога што се данас назива теоријом валентних веза. Године 1929, апроксимацију молекуларно-орбиталног метода линеарне комбинације атомских орбитала (LCAO) увео је сер Џон Ленард-Џоунс, који је такође предложио методе за извођење електронских структура молекула 2 (флуор) и O2 (кисеоник) из основних квантних принципа. Ова молекуларно орбитална теорија представљала је ковалентну везу као орбиталу формирану комбиновањем квантно-механичких Шредингерових атомских орбитала за које се претпоставља да су електрони у појединачним атомима. Једначине за везивање електрона у вишеелектронским атомима нису се могле решити до математичког савршенства (тј. аналитички), али апроксимације за њих су ипак дале многа добра квалитативна предвиђања и резултате. Већина квантитативних израчунавања у савременој квантној хемији користе валентну везу или теорију молекуларних орбитала као полазну основу, иако је трећи приступ, теорија функционалне густине, све популарнији последњих година.
Године 1933, Х. Х.  Џејмс и А. С. Кулиџ су извршили прорачун на молекулу дихидрогена који је, за разлику од свих претходних прорачуна који су користили само функције удаљености електрона од атомског језгра, користио функције које су такође изричито додале растојање између два електрона. Са до 13 подесивих параметара добили су резултат врло близак експерименталном резултату за енергију дисоцијације. Каснија проширења су користила до 54 параметра и дала су одличан склад са експериментима. Овај прорачун је уверио научну заједницу да квантна теорија може да се сложи са експериментом. Међутим, овај приступ нема ниједну физичку слику валентне везе и теорије молекуларних орбитала и тешко га је проширити на веће молекуле.

## Типови хемијских веза
Два основна типа хемијске везе су јонска и ковалентна али се у природи срећу и 'мешане' везе, т. ј., оне које имају делимично јонски и делимично ковалентни карактер.

### Јонска веза
Јонска веза се остварује између атома са изразито различитим афинитетом за електрон (различитим електронегативностима), рецимо између алкалних метала (који лако отпуштају електрон) и халогених атома (који лако примају електрон). Тада атом који отпусти електрон постаје позитивни јон а онај који га прима негативни. Јонска је веза између натријума и хлора у кухињској соли, . Јонска веза се често формира између атома метала и неметала.

### Ковалентна веза
Ковалентна веза настаје између атома који имају сличне афинитете према електрону па електрон који учествује у стварању везе остаје између атома. Пошто сваки атом даје по један електрон (некада може и више) онда долази до образовања електронског пара. Ковалентне везе формирају првенствено атоми неметала.
Ковалентна веза може бити поларна и неполарна. Ако су атоми баш исти (или веома слични) онда је неполарна јер се центар електронског пара налази на средини између два атома. Ако су атоми различити веза је поларна јер се средиште електронског пара помера ка атому са већим афинитетом па негде има мало више позитивног а негде више негативног наелектрисања. У поларној вези долази до размицања центара позитивног и негативног наелектрисања, дакле, долази до поларизације. Неполарна ковалентна веза је, рецимо, у молекулу кисеоника, О2, а поларна у молекулу угљенмоноксида, CO.

### Метална веза
Неке особине метала (електрична проводљивост, топлотна проводљивост) се не могу објаснити помоћу јонске и ковалентне везе. Због тога се код метала претпоставља постојање металне везе. Метална веза има двије теорије: (1) теорија слободног електрона и (2) теорија електронске врпце.